# Laheda
Laheda ist eine ehemalige Landgemeinde im estnischen Kreis Põlva mit einer Fläche von 91,5 km². Sie hatte 1374 Einwohner (Stand: 1. Januar 2007). Seit 2017 gehört Laheda zur Gemeinde Põlva.
Neben dem Hauptort Tilsi gehören zur Gemeinde die Dörfer Himma, Joosu, Lahe, Mustajõe, Naruski, Pragi, Roosi, Suurküla, Vana-Koiola und Vardja.
Besonders beeindruckend sind die Seenlandschaft von Laheda sowie die Parkanlagen von Lahe (4 ha) und Tilsi (28,1 ha). Gut erhalten ist das Herrenhaus Põlgaste im Dorf Lahe mit seinem Portikus.

## Persönlichkeiten
- Jakob Hurt (1839–1907), Theologe, Folklorist und Sprachwissenschaftler